# Encarsia portoricensis
Encarsia portoricensis är en stekelart som beskrevs av Howard 1907. Encarsia portoricensis ingår i släktet Encarsia och familjen växtlussteklar.
Artens utbredningsområde är:
- Bermuda.
- Dominikanska republiken.
- Puerto Rico.

Inga underarter finns listade i Catalogue of Life.